# Place Kotziá
La place Kotziá (grec moderne : Πλατεία Κοτζιά, « place Kotzias »), officiellement « place de la Résistance nationale » (Πλατεία Εθνικής Αντίστασης) est une place du centre historique d'Athènes entre la rue Athinás et la rue Aiólou, à mi-chemin entre la place Omónia et Monastiráki.
Sur cette place se trouvent notamment la mairie d'Athènes et la Banque nationale de Grèce. Lors de travaux d'aménagement, on a retrouvé au niveau de la Banque nationale de nombreuses traces archéologiques dont les restes de la porte et du chemin d'Acharnes, ainsi que plusieurs tombes.

## Localisation et description
La place Kotziá est une place à l'italienne, formée par quatre rues : la rue Athinás à l'ouest, la rue Aiólou à l'est, la rue Efpólidos au nord et la rue Kratínou au sud. La rue Athinás permet de rejoindre en quelques minutes la place Omónia, au nord.
La place abrite plusieurs bâtiments officiels, dont l'hôtel de ville d'Athènes à l'ouest, la Banque nationale à l'est et le Megaro Mela au sud,. Le marché municipal d'Athènes, construit en 1878 et inauguré en 1886, est également situé à proximité. Au centre de la place, une fontaine rectangulaire accueille en son centre une sculpture intitulée Thésée, de l'artiste grecque Sofía Vári.

## Histoire

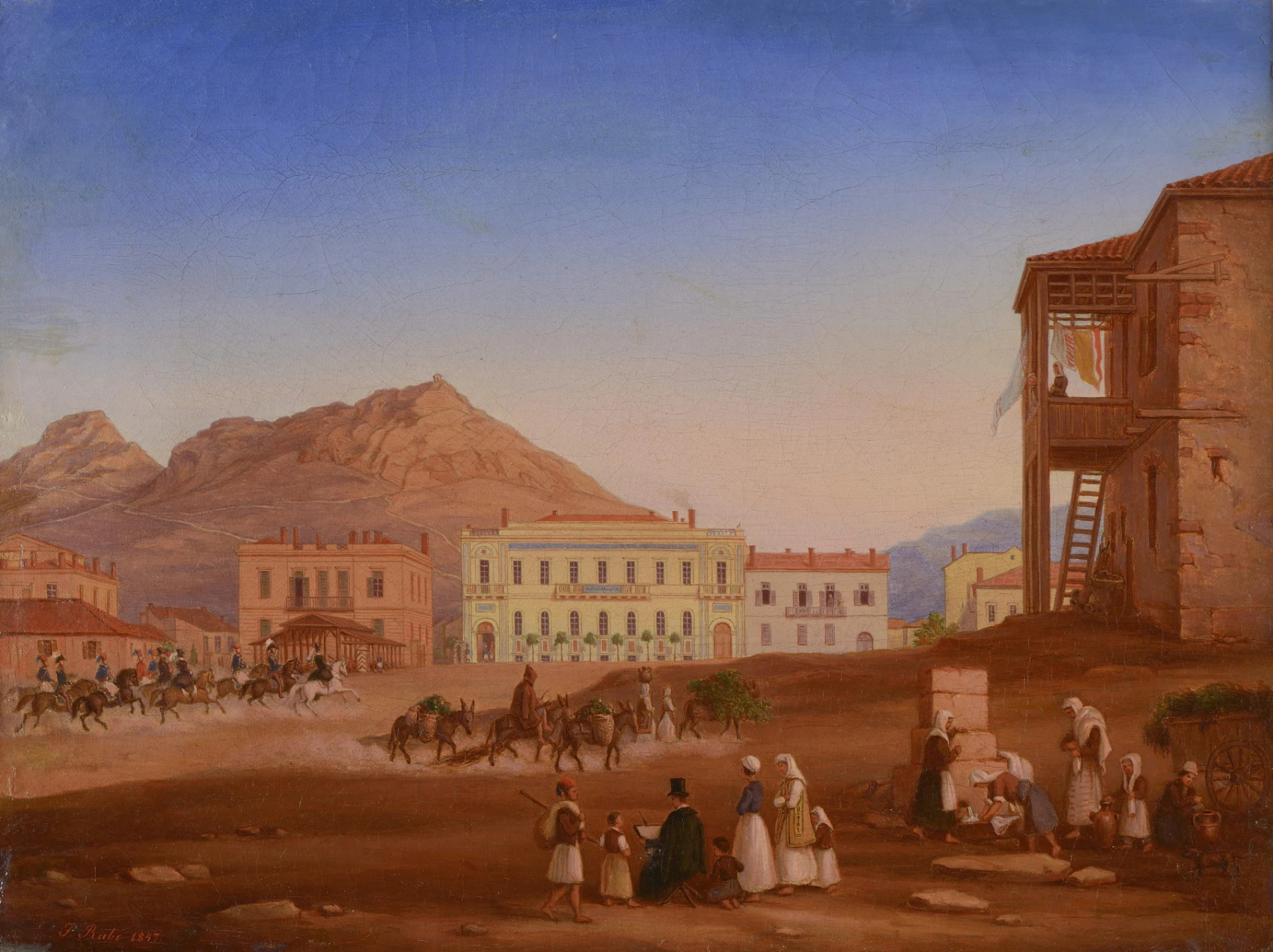
Representation artistique de la « place Louis » par le peintre allemand.

La place est construite en 1874. Elle prend alors le nom de « place Louis » en hommage à Louis Ier de Bavière, père du premier roi de Grèce Othon et philhellène notable. Entre 1873 et 1888, un théâtre municipal est érigée à l'emplacement actuel de l'hôtel de ville d'Athènes, démoli en 1939 malgré les protestations. Dans les années 1960, la place est renommée « place Kotziá » en hommage au maire de la ville Konstantínos Kotziás (en) (maire entre 1934 et 1936 puis en 1951), fameux escrimeur, député et ministre. En 1977, la place prend son nom actuel : « place de la Résistance nationale ». Toutefois, les Athéniens ont coutume de la désigner dans la vie courante « place Kotziá » par simplicité.
Le lieu est le théâtre de différentes manifestations culturelles et sportives. Les épreuves de cyclisme des Jeux olympiques d'Athènes de 2004 prenaient leur départ de cette place. S'y déroulaient également plusieurs événements artistiques liés aux Jeux. Lors de la finale du Championnat d'Europe de football 2004 gagné par la Grèce, un écran géant avait été installé.

## Résultats de fouilles
Un projet de parking souterrain sous la place a conduit à une vaste campagne de fouilles préventives de 6 650 m2 entre 1985 et 1988,. Des fouilles complémentaires ont également été réalisées vers 1998. Au nord-est de la place, les archéologues ont découvert d'importantes traces de la période antique : une ancienne route, une multitude de tombes et les fondations d'un bâtiment. La place Kotziá est située sur l'ancienne muraille de Thémistocle de l'Athènes classique, au niveau de la porte d'Acharnes. 